# 小行星3524
小行星3524（英語：3524 Schulz）是一颗围绕太阳公转的小行星。1981年3月2日，舒爾特·巴斯在赛丁泉山发现了此天体。
这颗小行星的绝对星等为329.90157等。